# Biahmu
Koordinaten: 29° 22′ 30″ N, 30° 51′ 24″ O

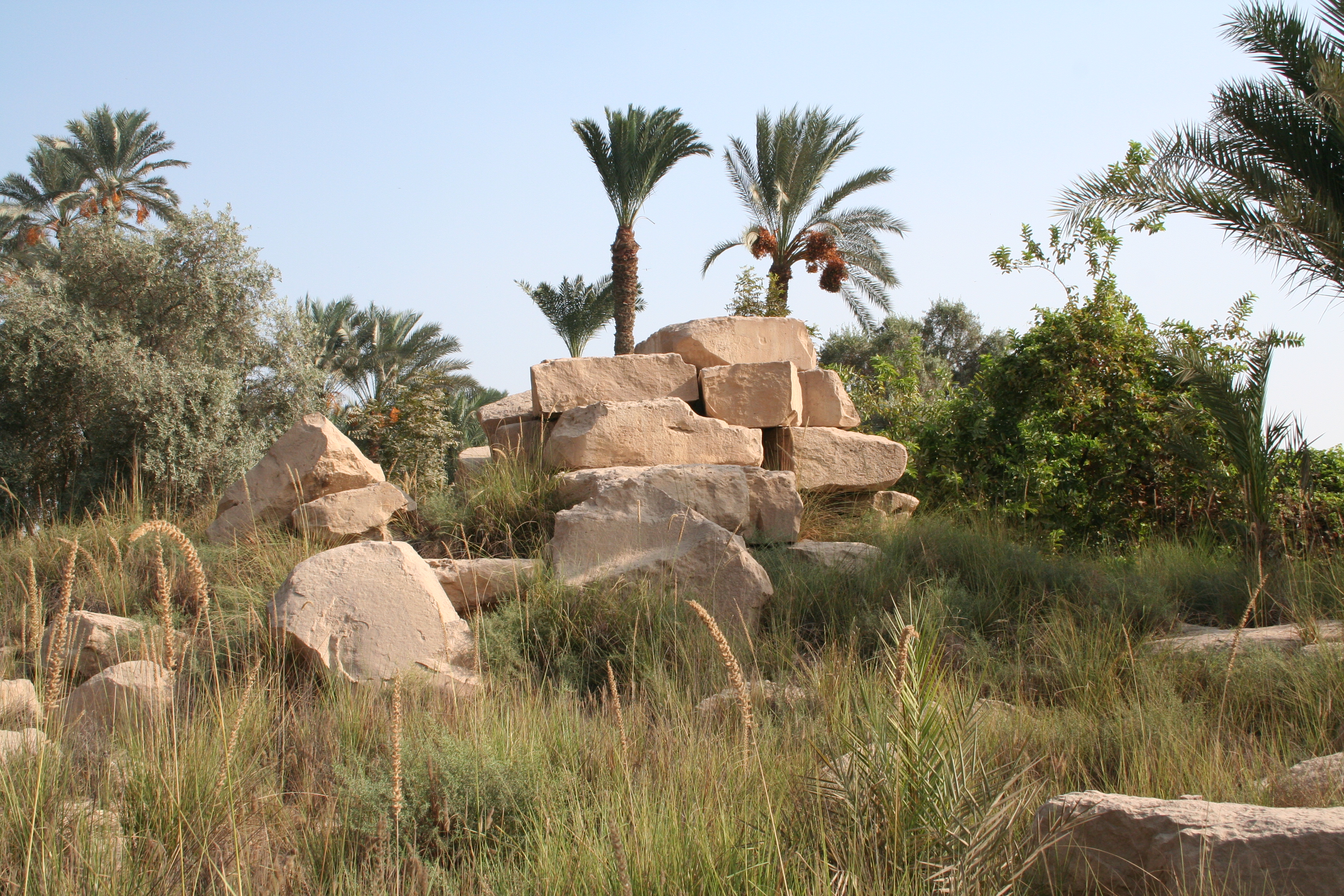
Westlicher Statuensockel

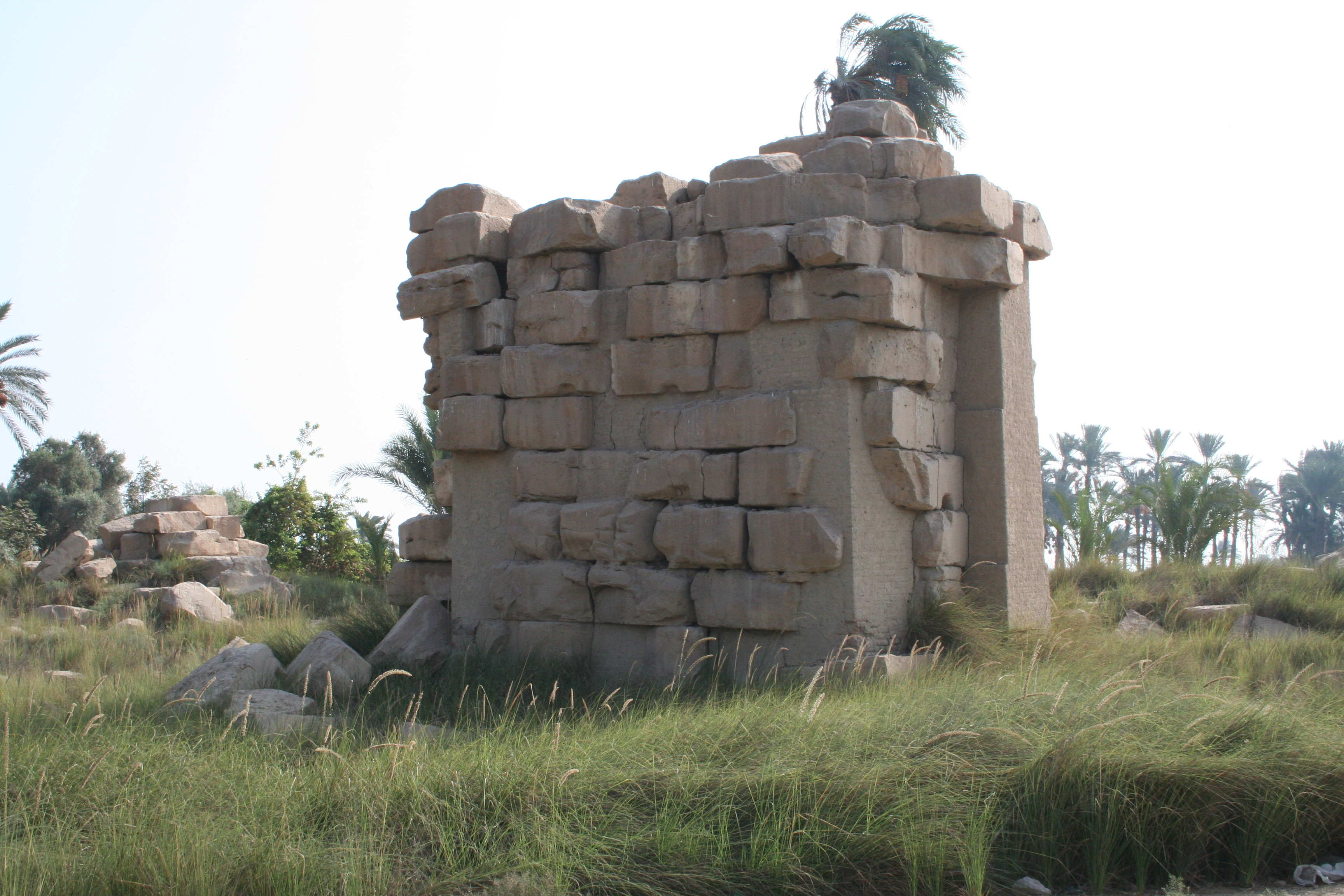
Östlicher Statuensockel

Biahmu (auch Biyahmu, arabisch بيهمو, DMG Biyahmū) ist ein Dorf und eine archäologische Stätte im ägyptischen Fayyum-Becken, etwa sieben Kilometer nördlich der heutigen Stadt Madinat al-Fayyum. Außerhalb des Dorfes befinden sich die Überreste zweier Kolossalfiguren Amenemhets III.

## Die Kolossalfiguren
Außerhalb des Dorfes, inmitten einer landwirtschaftlich genutzten Fläche befinden sich die Überreste zweier kolossaler Sitzfiguren Amenemhets III. aus der 12. Dynastie. Die eigentlichen Statuen sind heute verschwunden, nur ihre Sockel haben sich erhalten.
Eine erste Erwähnung der Statuen findet sich bei dem griechischen Geschichtsschreiber Herodot (5. Jh. v. Chr.). Dieser beschreibt die Monumente als auf Pyramiden thronende Sitzfiguren. 1245 berichtet Abu Osman el-Nabulsi el-Safadi, dass die Statuen auf der Suche nach vermeintlichen Schätzen teilweise zerstört worden waren. Johann Michael Wansleben, der Biahmu 1672 besuchte, konnte nur noch die Überreste einer der beiden Statuen erkennen.
Wissenschaftliche Untersuchungen fanden 1888 durch William Matthew Flinders Petrie und Anfang der 1940er Jahre durch Labib Habachi statt. Hierdurch ließ sich das ursprüngliche Aussehen der Monumente rekonstruieren. Die Statuen hatten mit den Sockeln ursprünglich eine Höhe von 18 m und waren jeweils von einem Kulthof mit geböschten Mauern umgeben. Auf den Sockeln fanden sich Darstellungen der 42 Gaue des Alten Ägypten und von Nilgottheiten. Die Statuen standen einst auf einem Damm, der das frühere Ufer des Qarun-Sees flankierte. Zwischen ihnen befand sich der Ausgangspunkt der kürzesten Verbindung zwischen dem See und der Stadt Arsinoe/Krokodilopolis. In pharaonischer Zeit waren die Statuen wahrscheinlich Empfänger eines Kultes, in welchem ihr Erbauer Amenemhet III. als Schöpfer- und Fruchtbarkeitsgott verehrt wurde.